# On-demand
On-demand (englisch für „auf Anforderung“, „auf Abruf“) ist ein Begriffszusatz für Dienstleistungen, Waren oder Ähnliches, der auf eine zeitnahe Erfüllung von Anforderungen bzw. Nachfragen hinweisen soll. Die On-demand-Systeme und -Prozesse müssen flexibel angelegt sein, da sie häufig Echtzeitforderungen unterliegen. Zur Erbringung der geplanten Leistung benötigen sie den vollen Zugriff auf die notwendigen Ressourcen. Sie sind daher unter Normalbedingungen leistungsfähiger und höher integriert als Systeme, die ein vergleichbares Endprodukt nicht sofort erbringen.
On-demand-Systeme in der Produktion, zum Beispiel im Buchdruck, bedeuten, dass Kunden/Abnehmer einen kontrollierten Durchgriff auf das Fertigungssystem (im Beispiel ein entsprechendes Buchdrucksystem) haben. Einher geht eine Reduktion der Lagerhaltung des fertigen Produkts, im günstigsten Fall bis auf null. Dies ist besonders vorteilhaft, wenn sich aus einem eng begrenzten Satz von Rohstoffen sehr viele unterschiedliche Produkte oder Produktvarianten herstellen lassen: Die Lagerhaltung der unterschiedlichen fertigen Produkte oder Varianten entfällt.
Der Zusatz „On-demand“ wird zum Teil inflationär verwendet, da er positiv besetzt ist – etwas geht schneller, sofort, flexibler usw. Dies wurde von Marketingexperten erkannt, die den Zusatz auch für Systeme oder Prozesse verwenden, bei denen nicht erkennbar ist, was Besonderes dort direkt „auf Anforderung“ passiert oder bei denen On-demand-Verhalten schon immer selbstverständlich war. Zum Beispiel liefert ein Fahrkartenautomat die gewünschte Fahrkarte „On-demand“, was eine Selbstverständlichkeit ist. Daher ist im Einzelfall zu prüfen, ob ein sogenanntes „On-demand“-System oder -Prozess den Anforderungen genügt und die mit dem Begriffszusatz verbundenen positiven Eigenschaften wirklich besitzt.

## Arten von On-demand-Dienstleistungen (Auszug)
- Print-on-Demand
- eBooks-on-Demand
- Audio-on-Demand
- Mobility-on-Demand
- Video-on-Demand
- Software-on-Demand
- Just-in-time-Produktion